# جونگوون-گو
جونگوون-گو (به لاتین: Jungwon-gu) یک منطقهٔ مسکونی در کره جنوبی است که در سئونگنام واقع شده‌است.